# Lanxess Arena
La Kölnarena, nota per motivi pubblicitari come Lanxess Arena, è un'arena coperta polivalente sita a Colonia, Renania Settentrionale-Vestfalia, Germania. Inaugurata nel 1998, può ospitare 19.500 persone.
Viene usata abitualmente come stadio del ghiaccio dai Kölner Haie (hockey su ghiaccio) e per gli incontri di pallamano dei VfL Gummersbach. Ospita spesso concerti dal vivo, tra i musicisti che si sono esibiti all'Arena vi sono Genesis, A-HA, Spice Girls, Anastacia, Mariah Carey, Britney Spears, Backstreet Boys, Depeche Mode, Destiny's Child, Bruce Springsteen, U2, Phil Collins, Red Hot Chili Peppers, Blackpink e Madonna. 
Ha ospitato diverse partite del Campionato mondiale maschile di pallamano 2007, inclusa la finale, nonché diverse finali della EHF Champions League femminile e maschile di pallamano; la finale per il titolo maschile fra il THW Kiel e il Futbol Club Barcelona Handbol del 30 maggio 2010 ha stabilito il record mondiale di spettatori per un incontro di pallamano: 19.374 paganti, più giornalisti, operatori, invitati e addetti all'impianto, per un totale vicino ai 22.000 spettatori.
Per quanto riguarda l'hockey su ghiaccio, nel 2004 ha ospitato un incontro della World Cup e nel 2010 ha ospitato il 74º Campionato mondiale, insieme alla SAP Arena di Mannheim.
Nella Kölnarena si è tenuta la tappa tedesca della WWE nel 2002, 2003, 2006 e 2007. Ospita ogni anno il torneo di videogiochi Counter-Strike: Global Offensive "ESL One Cologne" che vede i migliori team di CS: GO fronteggiarsi per un montepremi di 1.000.000$.
Tra il 22 e il 24 maggio 2020 doveva ospitare le Final Four della Euroleague Basketball, ma il torneo è stato sospeso e annullato a causa della pandemia di COVID-19, e la Euroleague Basketball ha deciso di non assegnare il titolo.
Sempre a causa della pandemia, nel 2020 l'ATP Tour di tennis maschile ha subito profonde modifiche, molti tornei sono stati spostati o annullati e ne sono stati creati alcuni di nuovi. Fra quelli nuovi ve ne sono stati due consecutivi assegnati alla Kölnarena, il Bett1HULKS Indoors 2020 e il Bett1HULKS Championship 2020, disputatisi in ottobre.

La struttura è raggiungibile dal centro di Colonia tramite le linee 1, 9 (fermata Bahnhof Deutz/Messe), 3 e 4 (fermata Bahnhof Deutz/LANXESS arena) della Stadtbahn.